# Евангелическая церковь в Новой Каледонии и на островах Луайоте
Евангелическая церковь Новой Каледонии и островов Луайоте (англ. The Evangelical Church in New Caledonia and the Loyalty Islands) — это христианская деноминация в Меланезии.

## История
Церковь была основана в 1958 году.
Лондонское миссионерское общество начало миссионерскую работу в Новой Каледонии в XVIII веке. На рубеже XIX века Лондонское миссионерское общество уступило место Парижскому евангелическому миссионерскому обществу.
Основные прихожане — канакский народ. Церковь осуществляет поиск инкультурированных форм литургии и коренных выражений гимнологии и молитвы, основанных на ценностях и культуре населения. В 2002 году синод церкви, размышляя о своей миссионерской задаче, описал её видение как «церковь, объединенную в разнообразии, чтобы верно свидетельствовать о миссии Бога здесь и повсюду».
Деноминация объявила о своем 50-летнем юбилее в 2008 году.

## Статистика
По состоянию на 2003 год церковь имеет 90 приходов и 100 домашних братств, насчитывающих 30 000 членов.

## Межцерковные связи
Церковь является членом Всемирного сообщества реформатских церквей и поддерживает отношения с Протестантской церковью маои, пресвитерианской церковью Аотеароа Новой Зеландии, и Пресвитерианской церковью  Вануату. С 1961 года церковь входит в состав членов Всемирного совета церквей.

## Доктрина
Церковь придерживается Апостольского Символа веры, Никейского Символа веры, Гейдельбергского катехизиса, Второго Гельветического исповедания.

## Внешние ссылки
- Официальный сайт